# Железная дорога Лонг-Айленда
Железная дорога Лонг-Айленда (англ. Long Island Rail Road, сокр. LIRR, учётная марка LI) является старейшей железной дорогой США. Одна из самых загруженных в Северной Америке: в будние дни 282,4 тысячи клиентов пользуются 728 поездами. Первый состав на острове был пущен 24 апреля 1834 года.

## История
Компания Long Island Rail Road была образована в 1834 году, чтобы обеспечить ежедневное пассажирское сообщение между Нью-Йорком и Бостоном.

## Главные станции
LIRR обслуживает четыре западных терминала:
- в Манхэттене — Пенсильванский вокзал в Мидтауне, а с января 2023 года также вокзал Гранд-Сентрал-Мэдисон[англ.], расположенный под старым вокзалом Гранд-Сентрал;
- в Бруклине — Атлантик[англ.];
- в Куинсе — Лонг-Айленд-Сити[англ.].

Станция Джамейка в центральном Куинсе является главным пересадочным узлом, рядом с ней построено здание управления железной дороги.

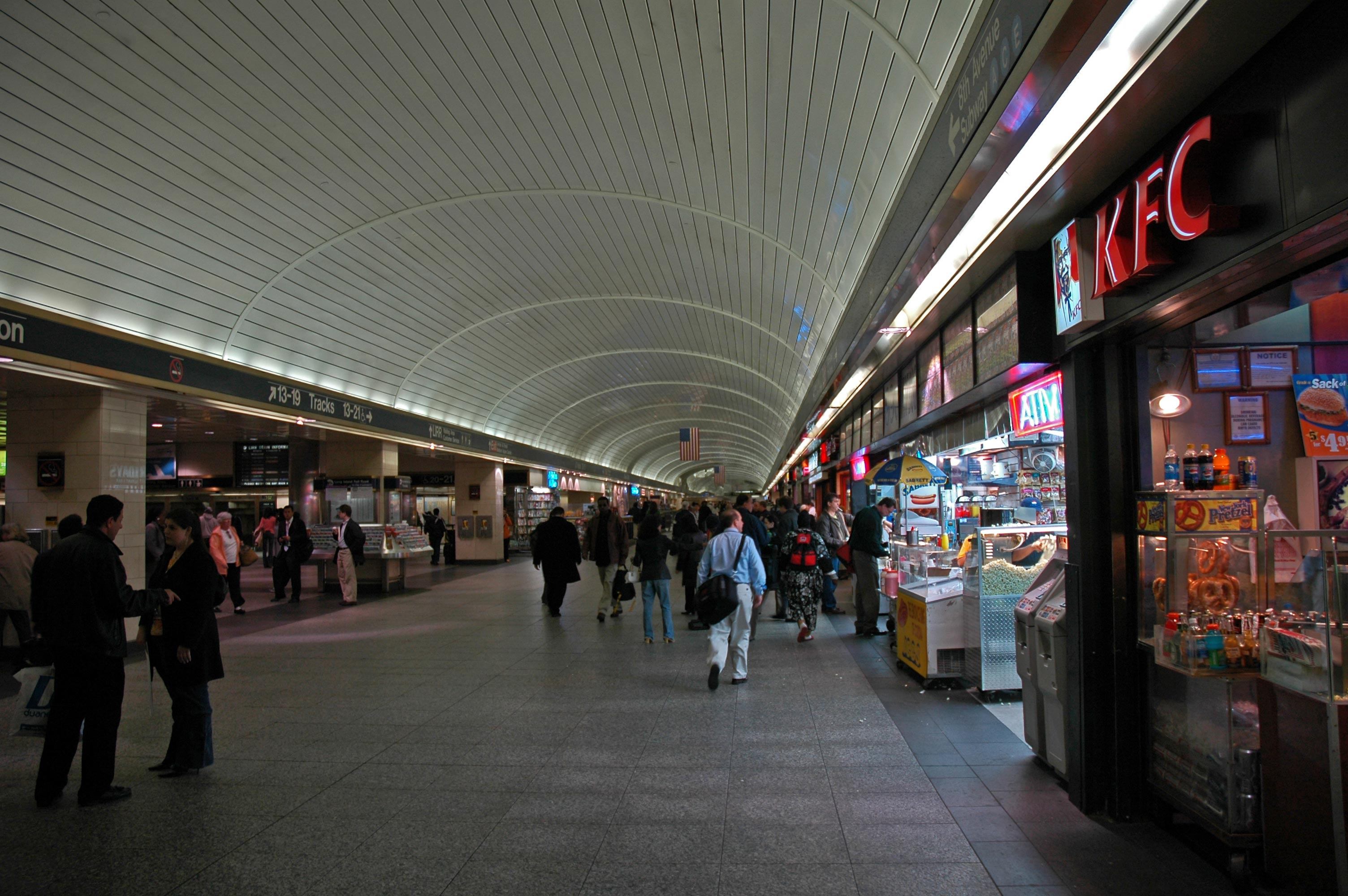
Пенсильванский вокзал
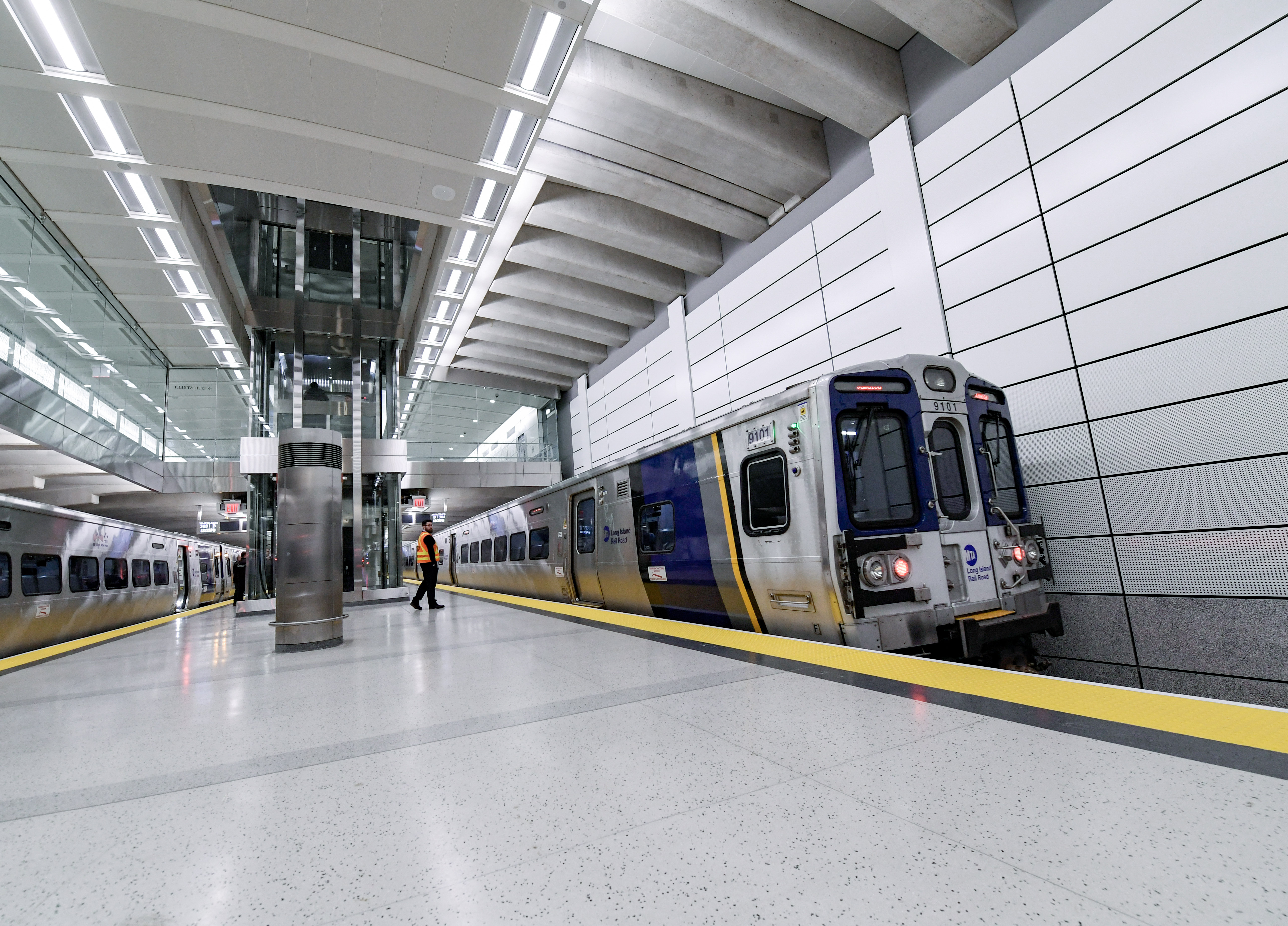
«Гранд-Сентрал-Мэдисон»
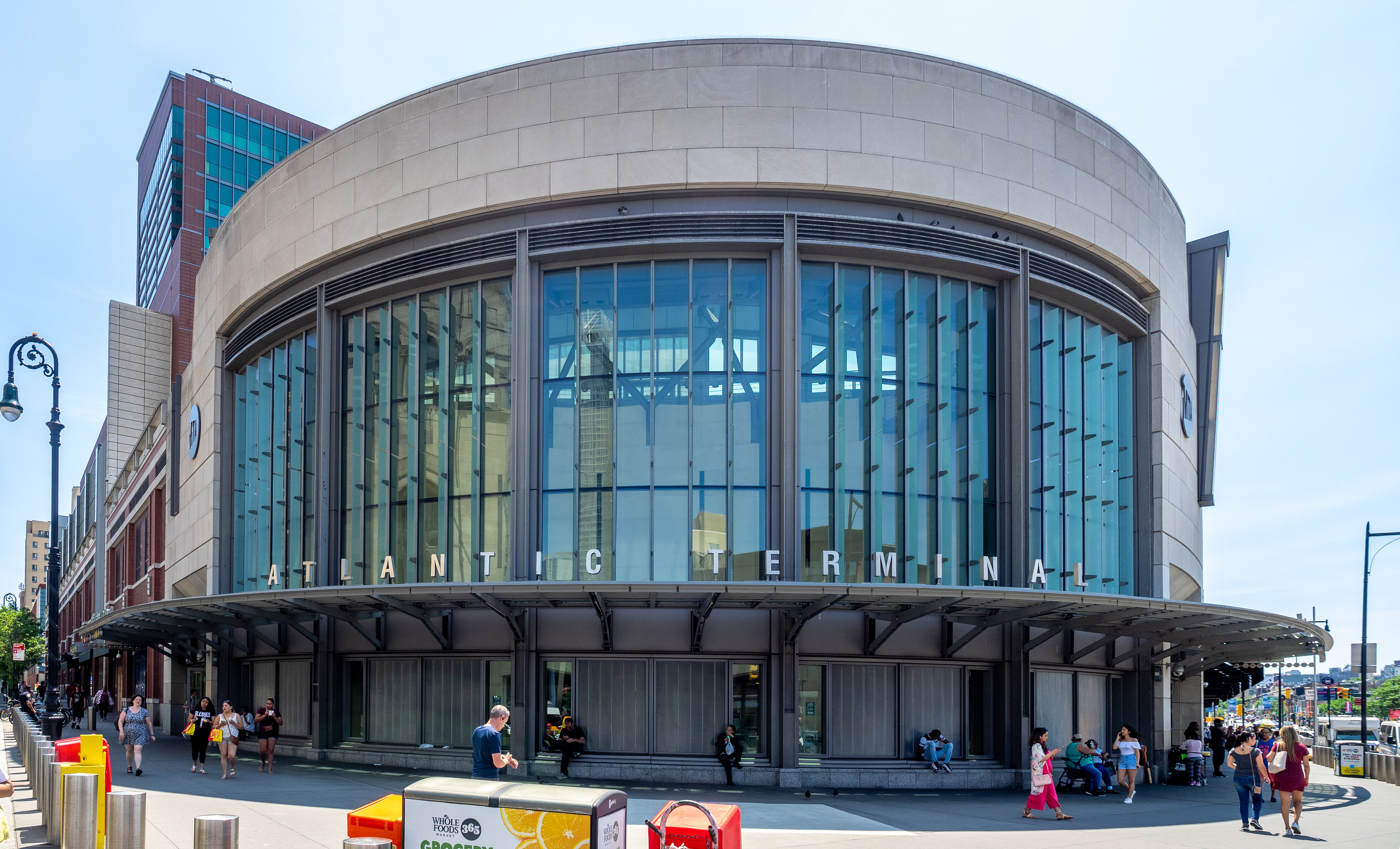
«Атлантик»
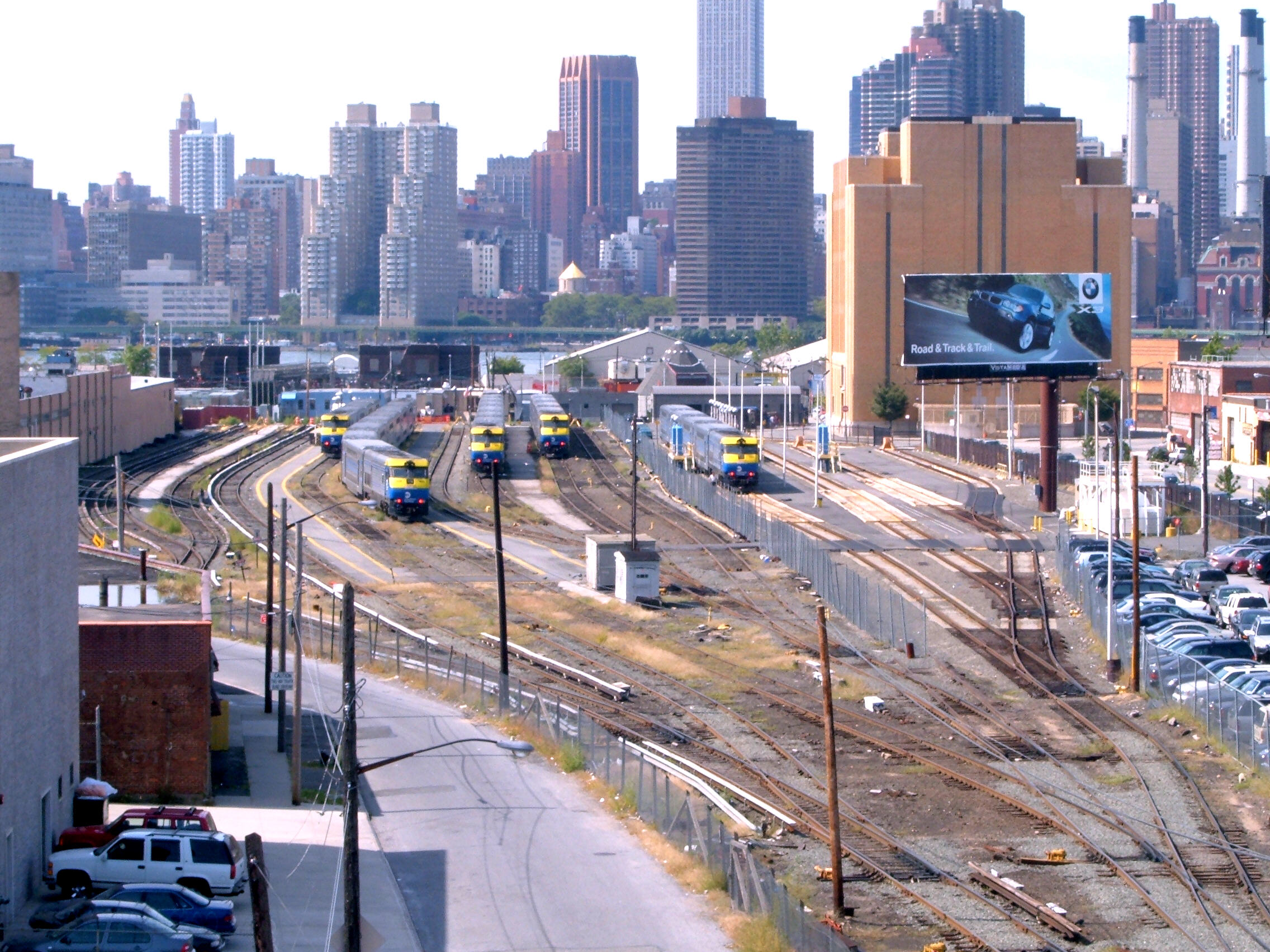
«Лонг-Айленд-Сити»
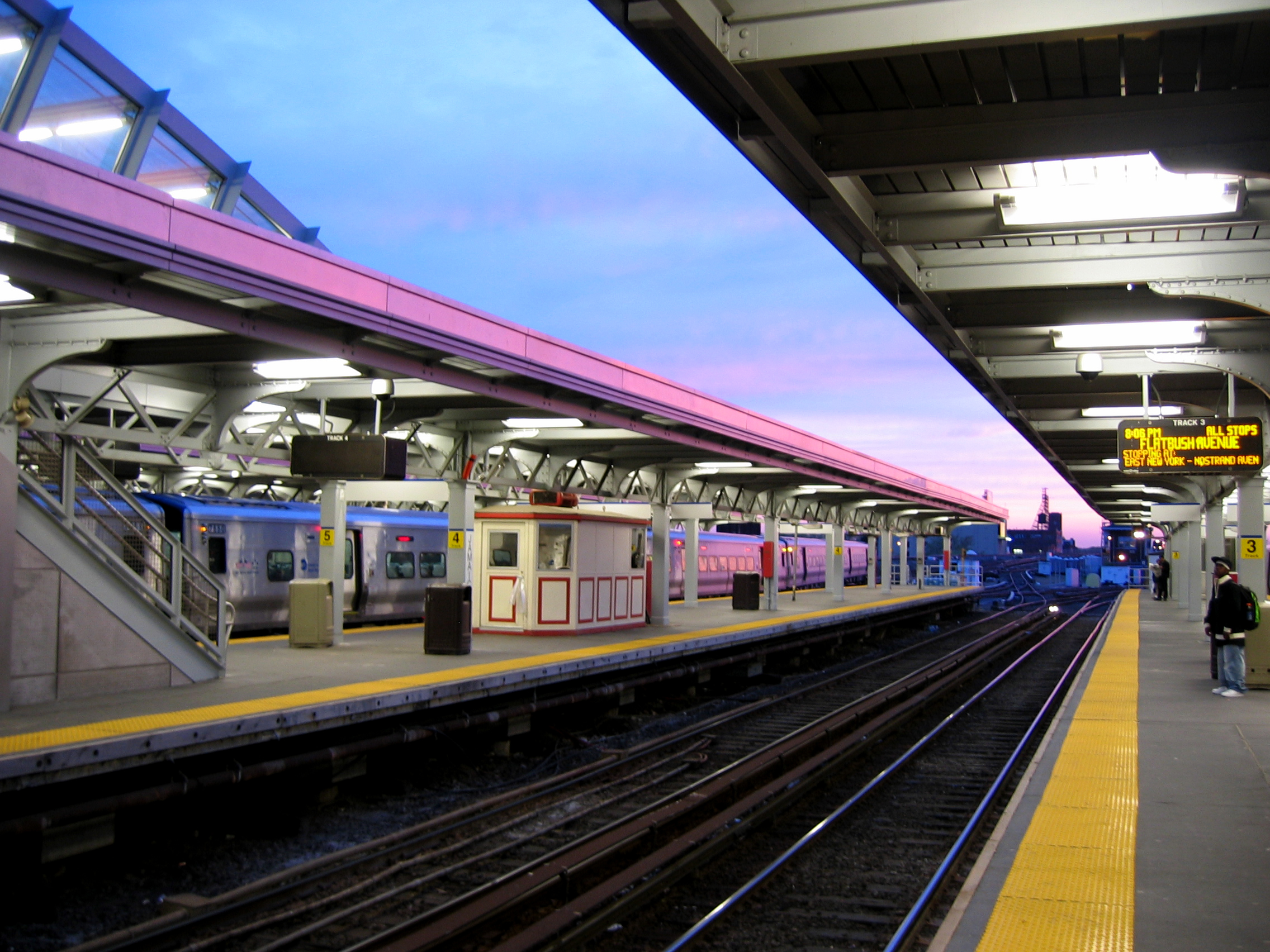
«Джамейка»

## Пассажирские линии

Схема линий LIRR

В настоящее время LIRR состоит из одиннадцати пассажирских линий:
- Атлантик — начинается с Атлантического терминала в центре Бруклина и идёт на восток к станции Джамейка, где соединяется с основной линией, а затем идёт на юго-восток, где соединяется с линией Монток у станции Валли-Стрим[англ.].
- Главная линия
- Сентрал
- Фар-Рокавей
- Хемпстед
- Лонг-Бич
- Монток
- Ойстер-Бей
- Порт-Джефферсон
- Порт-Вашингтон
- Уэст-Хемпстед

## Происшествия
22 ноября 1950 года на Long Island Rail Road в районе Ричмонд-Хилл произошло столкновение двух пригородных поездов, 79 человек погибло и ещё несколько сотен было ранено.
7 декабря 1993 года на Merillon Avenue station Колин Фергюсон открыл огонь по пассажирам поезда. Он убил 6 человек и ранил 19.
8 октября 2016 года поезд LIRR сошел с рельсов в городе Нью Гайд Парк, расположенном в 22 км от Нью-Йорка. В результате этого пострадали до 100 человек, передает NBC со ссылкой на данные полиции. По данным CBS, на борту поезда всего находилось 600 пассажиров.

## В массовой культуре
Часть маршрута присутствует в железнодорожном симуляторе Train Sim World в качестве официального дополнения (DLC).